# دروغگوی دوست‌داشتنی من
دروغگوی دوست‌داشتنی من (انگلیسی: My Lovely Liar; کره‌ای: 소용없어 거짓말) یک مجموعهٔ تلویزیونی کره جنوبی سال ۲۰۲۳ با بازی کیم سو-هیون و هوانگ مین-هیون است. این مجموعه از ۳۱ ژوئیه ۲۰۲۳، روزهای دوشنبه و سه‌شنبه ساعت ۲۰:۵۰ (کی‌اس‌تی) از تی‌وی‌ان برای ۱۶ قسمت پخش شد.
دروغگوی دوست‌داشتنی من همچنین برای استریم در تیوینگ در کره جنوبی و ویکی و ویو در مناطق منتخب قابل دسترسی است.

## بازیگران

### اصلی
- کیم سو-هیون در نقش موک سول هی، کسی که می‌تواند تشخیص دهد که مردم دروغ می‌گویند یا نه.
- هوانگ مین-هیون در نقش کیم دو ها / کیم سونگ جو، یک آهنگساز و تهیه‌کننده معروف در کره با نام هنری «کی».
- سو جی-هون در نقش لی کانگ مین، یک کارآگاه.[۱۱]
- لی شی-وو در نقش شا اون، یک خواننده تاپ و خواهر کوچک ملت.[۱۲]